# Blutgruppendiät
Die Blutgruppendiäten sind ein alternativmedizinisches Diätkonzept, das auf der Theorie des amerikanischen Naturheilkundlers Peter J. D’Adamo beruht. Vertreter der Blutgruppendiäten postulieren, dass Menschen mit unterschiedlichen Blutgruppen Lebensmittel „evolutionär bedingt“ unterschiedlich gut vertragen. Zwischen Ernährungswissenschaftlern, Medizinern und Wissenschaftlern herrscht Konsens darüber, dass es für die Theorien der Blutgruppendiät keine wissenschaftliche Grundlage gibt.
Eine entsprechende Einschränkung der Auswahl soll die Gesundheit und das Wohlbefinden verbessern und das Krankheitsrisiko senken. Vertreter der Blutgruppendiäten gehen davon aus, dass sich Menschen der verschiedenen Blutgruppen zu bestimmten Zeitpunkten der Menschheitsgeschichte entwickelt haben. Der 0-Typ („der Jäger“) sei danach eher ein Fleischesser; unter anderem manche Hülsenfrüchte, Weizen, Milch und Milchprodukte seien eher ungesund für ihn. Der A-Typ („der Landwirt“) sei von Natur aus Vegetarier; er sollte Fleisch und Milchprodukte, aber auch manche Bohnen und Weizen meiden. Der B-Typ („der Nomade“) wird als Allesesser beschrieben; er vertrage alle Lebensmittel bis auf wenige Ausnahmen wie Hühnerfleisch gut. Der AB-Typ („der Rätselhafte“) sei Mischköstler; für ihn seien wenig Fleisch, viele Milchprodukte, Getreide und Eier, Brot und Gebäck günstig. Im Rahmen dieser Theorie geht D’Adamo davon aus, dass Menschen mit unterschiedlichen Blutgruppen auf in der Nahrung enthaltene Lektine verschieden reagieren. Er behauptet, dass die Aufnahme von mit dem Antigen der eigenen Blutgruppe unverträglichen Lektinen zu Verklumpungen der Erythrozyten und Krankheiten führt. Beweise für diese Hypothesen sind bis heute in der wissenschaftlichen Literatur nicht beschrieben.

## Theorie der Diät
Laut Peter D’Adamo soll die Blutgruppe 0 die älteste Blutgruppe sein. Sie entwickelte sich schon, als die Menschen noch Jäger und Sammler waren. Daher seien Menschen mit Blutgruppe 0 laut der Blutgruppendiät an fleischreiche Nahrung gewöhnt, nicht aber an Getreide oder Milchprodukte, da es zu dieser Zeit weder Ackerbau noch Viehzucht gab. So sollen also Menschen mit Blutgruppe 0 auch heute täglich Fleisch essen, um gesund zu bleiben, und auf Getreide, vor allem auf Weizen sowie auf Milch verzichten. Welche Blutgruppe des Menschen die älteste „Urblutgruppe“ ist, konnte wissenschaftlich noch nicht geklärt werden. Molekularbiologische Forschungen zeigen, dass die Blutgruppe 0 wahrscheinlich schon vor mindestens 5 Millionen Jahren als genetische Mutation aus der Blutgruppe A entstanden ist. Da Menschenaffen ebenfalls die Blutgruppen 0, A und B haben, gilt es als unwahrscheinlich, dass die Blutgruppen etwas mit menschlichen Wirtschaftsformen zu tun haben.
Die Blutgruppe A entstand laut D’Adamo mit den ersten Bauern. Sie sollen vor allem Gemüse und Getreide essen, aber kein Fleisch und keine Milch, da die ersten Bauern angeblich keine Tiere zur Nahrungserzeugung hielten. Die Blutgruppe B soll sich unter Viehzüchtern in Asien entwickelt haben, dem „Nomaden-Typ“, daher seien Menschen mit Blutgruppe B an Milch gewöhnt, auch bestimmte Fleisch- und Getreidesorten sollen zu ihrer natürlichen Nahrung gehören. Die Blutgruppe AB sei in jüngerer Zeit aus der Vermischung der Blutgruppen A und B entstanden und symbolisiere den modernen Menschen.

## Blutgruppen und Krankheiten
D’Adamo bezieht sich auf entsprechende Studienergebnisse zu Blutgruppen, um seine Theorie zu stützen.
Es wird vermutet, bestimmte Blutgruppen seien anfälliger für bestimmte Krankheitserreger als andere; für Pocken seien Menschen mit Blutgruppe A anfälliger, während Träger der Blutgruppe 0 leichter der Pest zum Opfer fielen und von den Magengeschwüre verursachenden Bakterien besonders betroffen seien. Menschen mit Blutgruppe A sind vielleicht anfälliger für verschiedene Krebsarten wie Brustkrebs sowie für Herzinfarkte. Andere Studien ergaben jedoch ein erhöhtes Krebsrisiko für Blutgruppe B. Träger der Blutgruppe B sind statistisch häufiger von Asthma betroffen. Die Aussagen sind also uneinheitlich, die Gründe sind ungeklärt.

## Rezeption
Im Jahr 2000 bewertete die Deutsche Gesellschaft für Ernährung (DGE): „In keinem Fall ist wissenschaftlich dokumentiert, dass Lectine aus Lebensmitteln im Blut zu Verklumpungen (Agglutinationen) führen. (…) D’Adamo verwendet ungesicherte, verführerisch einfach klingende Annahmen als Fakten und stellt Lectine in Nahrungsmitteln als eine generelle Gefahr dar. (…) Die meisten pflanzlichen Lectine sind unschädlich. (…) Zudem zerstört Erhitzen die Lectinaktivität in fast allen Nahrungsmitteln mit Ausnahme von gerösteten Erdnüssen (…).“
Die Stiftung Warentest bewertete im Jahr 2005: „Da wir trotz jahrhundertelanger Verstöße gegen diese Regeln immer noch am Leben sind, stellt sich die Frage nach dem Sinn und Unsinn der Diät. (…) Die Rolle der Lektine in der Nahrung wird von D’Adamo erheblich überschätzt und seine blutgruppenspezifische Ernährung entbehrt jeder Grundlage. Auch die Deutsche Gesellschaft für Ernährung (DGE) beurteilt die meisten pflanzlichen Lektine als unbedenklich (dass man Gartenbohnen roh nicht in größeren Mengen essen darf, ist inzwischen hinlänglich bekannt). Eine Verklumpung von Blutzellen wurde bisher in keinem einzigen Fall festgestellt. Und Belege dafür, dass Erkrankungen durch die Blutgruppendiät positiv beeinflusst werden, fehlen ebenfalls.“
Die systematische Übersichtsarbeit von Leila Cusack et al. aus dem Jahr 2013 kam zu dem Ergebnis, dass aktuell keine Beweise existieren, die die vorgeblichen Gesundheitsvorteile der Blutgruppendiäten bestätigen.
Die britische Organisation der Ernährungswissenschaftler führte die Blutgruppen-Diät 2019 in ihren Top-5-Modediäten, die es zu vermeiden gilt.